# Ketergény
Ketergény (ukránul: Розівка [Rozivka]) falu Ukrajnában, Kárpátalján, az Ungvári járásban.

## Fekvése
Ketergény Ungvártól 6 km-re, Minaj és Kincseshomok között terül el az Ungvár–Csap országút mentén.

## Története
1422-ben említik először Kethergen alakban. 1427-ben az adózó falvak között szerepel. Birtokosai az Ungvár környéki nemesi családok. A 17. század végén az ungvári uradalom tartozéka. 
A 18. század végén Vályi András így ír róla: „KETERGÉNY. Szabad puszta ungvár Várm. földes Ura Tahy Uraság, fekszik ez is Kis Rátnak szomszédságában, mellynek filiája.”
Fényes Elek 1851-ben kiadott geográfiai szótárában így ír a faluról: „Ketergény, Ungh v. magyar falu, Kis-Ráth fil., 13 romai, 8 gör. kath., 60 ref., 20 zsidó lak. F. u. többen. Ut. p. Ungvár.”
A trianoni diktátum előtt Ung vármegye Ungvári járásához tartozott. Ekkor Csehszlovákiához csatolták. 1938–44 között visszakerült Magyarországhoz. 1944-ben a faluból nem hurcolnak el senkit a málenykij robotra. 
1945-ben Szovjetunióhoz csatolták a települést. 1991 óta Ukrajna része. 2020-ig közigazgatásilag Kincseshomokhoz tartozott. 

## Népesség
- 1828 – 129 fő
- 1869 – 201 fő
- 1910 – 194 fő
- 1940 – 245 fő
- 1989 – 1230 lakosából 470 fő magyar
- 1991 – 1500 lakosából 470 fő magyar
- 2001 – 1349 lakosából 222 fő magyar (16,5%), ukrán 79%

| 2001 | 1 349 |

A népesség anyanyelv szerinti megoszlása a teljes népesség %-ában (2001)